# Saint-Hilaire-de-Brethmas
 Saint-Hilaire-de-Brethmas  es una población y comuna francesa, situada en la región de Languedoc-Rosellón, departamento de Gard, en el distrito de Alès y cantón de Alès-Sud-Est.

## Demografía
| 2022 | 2413 | 2761 | 2843 | 3470 | 3619 |
| Para los censos de 1962 a 1999 la población legal corresponde a la población sin duplicidades (Fuente: INSEE [Consultar]) |      |      |      |      |      |